# A fost odată în Mexic - Desperado 2
A fost odată în Mexic - Desperado 2 (în engleză Once Upon a Time in Mexico) este un film de acțiune american din 2003, scris și regizat de Robert Rodriguez. Acesta este ultimul film din "Trilogia Mariachi", care include, de asemenea, El Mariachi și Desperado. Antonio Banderas reia rolul lui El Mariachi. În film mai joacă, de asemenea, Johnny Depp, Salma Hayek, Willem Dafoe, Enrique Iglesias, Mickey Rourke, Eva Mendes și Rubén Blades.
Filmul a primit recenzii pozitive, dar a fost criticat pentru reducerea lui El Mariachi (Antonio Banderas) la un personaj aproape secundar în propria sa trilogie și pentru conceperea unei intrigi complicate. În secvențele speciale ale DVD-ului filmului, Robert Rodriguez a explicat că acest lucru a fost intenționat, el vrând ca filmul să fie Cel bun, cel rău și cel urât al trilogiei.
Filmul deține recordul de box office ca fiind cea mai de succes a doua continuare a tuturor timpurilor, aducând încasări mai mari cu 1,17% decât Desperado. Filmul a fost turnat în mai 2001 înainte de Spy Kids 2: Island of Lost Dreams și Spy Kids 3-D: Sfarsitul jocului, în scopul de a evita o potențială grevă a Screen Actors Guild. Acesta nu a fost primul film pe care Rodriguez l-a filmat vreodată în format digital HD (în loc de film pe peliculă de 35mm), dar a fost și unul dintre primele filme cu buget mare filmate în HD înainte de Războiul stelelor - Episodul II: Atacul clonelor.

## Rezumat
El Mariachi (Antonio Banderas) este recrutat de agentul CIA Sheldon Sands (Johnny Depp) pentru a-l ucide pe generalul Emiliano Marquez (Gerardo Vigil), liderul unei forțe de gherilă care a fost angajată de liderul cartelului mexican de trafic de droguri Armando Barillo (Willem Dafoe) pentru a-l asasina pe președintele Mexicului (Pedro Armendáriz Jr.) și a răsturna guvernul. Cu mulți ani în urmă, El Mariachi și soția sa Carolina (Salma Hayek) s-au confruntat cu Marquez într-un schimb de focuri și l-a rănit pe general; ca represalii, Marquez le-a ucis pe Carolina și fiica lor într-o ambuscadă. În afară de El Mariachi, Sands îl convinge pe fostul agent FBI Jorge Ramírez (Rubén Blades) să iasă din retragere și să-l ucidă pe Barillo, care îl omorâse în trecut pe partenerul său Archuleta. În plus, agenta AFN Ajedrez (Eva Mendes) este desemnată de Sands să-l urmărească pe Barillo.
În timp ce monitoriza activitățile lui Barillo, Ramírez îl întâlnește pe Billy Chambers (Mickey Rourke), un fugar american care a trăit sub protecția lui Barillo, dar nu mai poate suporta sarcinile oribile pe care a fost obligat să le realizeze pentru el. Ramirez îl convinge pe Chambers că îi va oferi protecție în schimbul aduceri mai aproape de Barillo a unui câine chihuahua cu un microfon ascuns, iar Chambers este de acord să facă înțelegerea predându-se autorităților din SUA odată ce Barillo a fost prins. Cucuy (Danny Trejo), care a fost angajat inițial de Sands pentru a-l supraveghea pe El Mariachi, îl tranchilizează pe El Mariachi și-l aduce la conacul lui Barillo. Cucuy, cu toate acestea, este imediat ucis de gărzi în timp ce El Mariachi scapă din captivitate și-și invită prietenii, Lorenzo (Enrique Iglesias) și Fideo (Marco Leonardi), să-l ajute în misiunea sa.
Urmărindu-l pe Barillo în afara unui spital, Ramírez observă bărbați înarmați intrând în clădire și îi urmărește. El descoperă că un grup de medici a fost împușcat și Barillo sângera puternic ca urmare a unei reconstrucții faciale, dar își dă seama că cadavrul de pe masa de operatie este un corp al cuiva care a fost mutilat de adevăratul Barillo și de Ajedrez, care se dezvăluie a fi fiica lui Barillo. Sands își dă seama că misiunea sa a fost compromisă, dar este prea târziu șiel este capturat de Barillo și Ajedrez - care îi scot ochii lui înainte de a-l arunca afară. În ciuda orbirii sale, el reușește să doboare un ucigaș cu ajutorul unui băiat cu o bicicletă.
În timp ce satul sărbătorește Ziua Morților, Marquez și armata lui atacă palatul prezidențial. Luptătorii de gherilă, cu toate acestea, se confruntă nu doar cu rezistența armatei mexicane, ci și a sătenilor și a echipei lui El Mariachi. Marquez intră în palatul prezidențial, dar se confruntă acolo cu El Mariachi, care-l împușcă în genunchi înainte de a-l ucide cu o împușcătură în cap. Ramírez, care a fost eliberat din captivitate de Chambers, se confruntă cu Barillo. După ce Barillo îl împușcă pe Chambers, Ramirez și El Mariachi îl ucid pe liderul traficanților de droguri. Sands reușește să o împuște mortal pe sadica Ajedrez în exteriorul palatului prezidențial. În cele din urmă, Lorenzo și Fideo pleacă pe jos cu prada pe care Barillo o folosise pentru a-l plăti pe Marquez și-l escortează pe președinte în siguranță. Ramírez pleacă după ce și-a îndeplinit misiunea. El Mariachi dă o parte din prada lui celor din satul său, înainte de a pleca pe jos în apus de soare în timp ce Sands își începe o nouă viață ca orb.

## Distribuție
- Antonio Banderas - El Mariachi
- Salma Hayek - Carolina
- Johnny Depp - Sheldon Jeffrey Sands
- Willem Dafoe - Armando Barillo
- Eva Mendes - Ajedrez
- Danny Trejo - Cucuy
- Mickey Rourke - Billy Chambers
- Rubén Blades - agentul special FBI Jorge Ramírez
- Enrique Iglesias - Lorenzo
- Marco Leonardi - Fideo
- Gerardo Vigil - generalul Emiliano Marquez
- Miguel Couturier - Dr. Guevera
- Cheech Marin - Belini
- Pedro Armendáriz Jr. - președintele Mexicului
- Julio Oscar Mechoso - Nicholas

Într-un număr din 2003 al revistei Rolling Stone, Depp a fost numit ca fiind unul dintre "Oamenii Anului" și a dat un interviu în care a analizat pe scurt rolul său ca Sands: "Ideea din spatele lui este că acest tip pe care-l cunoșteam de la Hollywood, în afaceri, era foarte fermecător privit din afară - vorbea ușor și aproape hipnotic. El a refuzat să mă strige Johnny - mereu m-a chemat John." Depp a declarat într-un articol din Entertainment Weekly că el "și-a imaginat că acest tip poartă tricouri turistice cu adevărat siropoase", că el a avut o "obsesie legată de Broadway" și că a favorizat deghizările stranii și evidente - toate cele trei calități pot fi observate în film. Acestea au fost, de asemenea, relevate în comentariul regizorului de pe DVD că Johnny Depp însuși a venit cu numele și prenumele personajului.

## Coloană sonoră
Coloana sonoră a filmului A fost odată în Mexic - Desperado 2 conține melodii compuse de regizorul Robert Rodriguez și interpretate de un grup de muzicieni reuniți în mod special pentru a înregistra melodiile de pe coloana sonoră. Melodiile interpretate de grup includ "Malagueña", cu interpretarea la chitară de Brian Setzer și "Siente Mi Amor", în interpretarea vocală a Salmei Hayek. Melodia nr. 9, "Sands' Theme", îi este atribuită lui "Tonto's Giant Nuts", dar a fost, de fapt, scrisă de Johnny Depp (care a inventat numele "Tonto's Giant Nuts" ca o glumă. Nu este numele trupei sale, cum s-a crezut în mod obișnuit). La comentariul regizorului de pe DVD, Robert Rodriguez afirmă că el i-a cerut fiecăruia dintre actorii principali să-i dea patru sau opt note a unei melodii pentru personajul lor, dar Johnny Depp s-a prezentat cu piesa întreagă.
Melodiile suplimentare includ "Pistolero" a lui Juno Reactor, "Me Gustas Tú" a lui Manu Chao și "Cuka Rocka" a propriei formații a lui Rodriguez, Chingon.

### Listă de melodii
1. "Malagueña" (Brian Setzer) – 4:22
2. "Traeme Paz" (Patricia Vonne) – 2:56
3. "Eye Patch" (Alex Ruiz) – 1:51
4. "Yo Te Quiero" (Marcos Loya) – 3:48
5. "Guitar Town" (Robert Rodriguez) – 2:04
6. "Church Shootout" (Robert Rodriguez) – 1:38
7. "Pistolero" (Juno Reactor) – 3:38
8. "Me Gustas Tú" (Manu Chao) – 3:49
9. "Sands (Theme)" (Tonto's Giant Nuts) – 3:24
10. "Dias de Los Angeles" (Rick Del Castillo) – 5:08
11. "The Man With No Eyes" (Robert Rodriguez) – 2:09
12. "Mariachi vs. Marquez" (Robert Rodriguez) – 1:33
13. "Flor del Mal" (Tito Larriva & Steven Hufsteter) – 3:13
14. "Chicle Boy" (Robert Rodriguez) – 1:30
15. "Coup de Etat" (Robert Rodriguez) – 3:02
16. "El Mariachi" (Robert Rodriguez) – 1:22
17. "Siente Mi Amor" (Salma Hayek) – 4:24
18. "Cuka Rocka" (Chingon) – 1:44

## Recepție
A fost odată în Mexic - Desperado 2 a fost lansat la 12 septembrie 2003 în 3.282 cinematografe aducând în primul week-end încasări de 23,4 milioane $. Încasările sale au fost de 56,4 milioane $ în America de Nord și 41,8 milioane $ în restul lumii făcând ca încasările totale să se ridice la suma de 98,2 milioane $, mult superioară bugetului de 29 milioane $.
Filmul a beneficiat de o recepție, în general, pozitivă, cu un rating de 68% pe Rotten Tomatoes și un metascor de 56 pe Metacritic. Criticul de film Roger Ebert de la Chicago Sun-Times i-a dat filmului trei stele din patru și a scris: "Ca și filmul lui Leone, epicul Rodriguez este mai interesat în acest moment de scene mari, de surprize și răsturnări ironice și instantanee apropiate de chipuri transpirate, decât de o poveste coerentă". A.O. Scott, în recenzia sa pentru New York Times, a scris: "Dar în final, montajul întrerupt și schemele în culori vibrante încep să crească în mod obositor, iar dl. Rodriguez, plictisit de trucurile proprii și complet lipsit de idei, răspunde prin împingerea violenței către extreme grotești inutile". În recenzia sa pentru USA Today, Claudia Puig a scris: "În Mexic, Rodriguez a modelat o fantezie cuceritoare, care aduce un omagiu westernurilor spaghetti precum The Good, the Bad and the Ugly al lui Sergio Leone. O mare cantitate de sânge este vărsat, o mulțime de artilerie puternică este trasă, iar secvențele de acțiune prevăd accidente auto uimitoare și explozii de foc". Entertainment Weekly a dat filmului un rating "B" și a lăudat interpretarea lui Johnny Depp.